# Phycomorpha
Phycomorpha är ett släkte av fjärilar. Phycomorpha ingår i familjen Copromorphidae.
Kladogram enligt Catalogue of Life:
| Phycomorpha | \| \| Phycomorpha bryophylla \| \| \| \| \| \| Phycomorpha escharitis \| \| \| \| \| \| Phycomorpha metachrysa \| \| \| \| |
|             | \| \| Phycomorpha bryophylla \| \| \| \| \| \| Phycomorpha escharitis \| \| \| \| \| \| Phycomorpha metachrysa \| \| \| \| |
|             | Aegidomorpha |
|             | |
|             | Cathelotis |
|             | |
|             | Copromorpha |
|             | |
|             | Dryanassa |
|             | |
|             | Ellabella |
|             | |
|             | Endothamna |
|             | |
|             | Isonomeutis |
|             | |
|             | Lotisma |
|             | |
|             | Neophylarcha |
|             | |
|             | Ordrupia |
|             | |
|             | Osidryas |
|             | |
|             | Phanerochersa |
|             | |
|             | Phaulophara |
|             | |
|             | Rhopalosetia |
|             | |
|             | Rhynchoferella |
|             | |
|             | Saridacma |
|             | |
|             | Sisyroxena |
|             | |
|             | Spilogenes |
|             | |
|             | Syncamaris |
|             | |
|             | Tanymecica |
|             | |
|             | Phycomorpha bryophylla |
|             | |
|             | Phycomorpha escharitis |
|             | |
|             | Phycomorpha metachrysa |
|             | |

|  | Phycomorpha bryophylla |
|  |                        |
|  | Phycomorpha escharitis |
|  |                        |
|  | Phycomorpha metachrysa |
|  |                        |